# Voloșkî, Kovel
Voloșkî (în ucraineană Волошки) este un sat în comuna Kolodeajne din raionul Kovel, regiunea Volînia, Ucraina.

## Demografie
Componența lingvistică a localității Voloșkî
     Ucraineană (99,65%)
     Alte limbi (0,35%)
Conform recensământului din 2001, majoritatea populației localității Voloșkî era vorbitoare de ucraineană (99,65%), existând în minoritate și vorbitori de alte limbi.